# Bernhard Russi
Bernhard Russi är en före detta alpin skidåkare, född 20 augusti 1948 i Andermatt, Schweiz.
Vid en ålder av 21, vann han guld i störtlopp vid världsmästerskapen 1970, före Karl Cordin, Österrike och Malcolm Milne, Australien. Två år senare vid OS 1972 i Sapporo, vann han guld i samma disciplin. Landsmannen Roland Collombin säkrade silvret och den schweiziska dubbeln.
Fyra år senare vid OS 1976 i Innsbruck, försvarade Russi nästan sitt guld men kom 0,30 sekunder efter segraren Franz Klammer, Österrike och tog silvret.  
Med början med OS 1988, har Russi designat störtloppsbackarna under samtliga vinterspel. Denna tradition avslutades vid OS 2002. Under den tid då Russi designade backarna har det varit få klagomål.